# Anne Russell
Anne Russell, contessa di Warwick (1548 – Northaw, 9 luglio 1604), è stata una nobildonna inglese.

## Biografia
Anne Russell era la primogenita di Francis Russell, II conte di Bedford e della sua prima moglie Margaret St. John. Nel 1559 divenne dama di compagnia della regina Elisabetta.

## Matrimonio
Quando aveva 16 anni, suo padre le organizzò il suo matrimonio con Ambrose Dudley, III conte di Warwick, fratello maggiore di Robert Dudley, I conte di Leicester, favorito della regina, e di vent'anni più vecchio di lei. La cerimonia ebbe luogo nella cappella reale di Whitehall Palace, l'11 novembre 1565. Fu un matrimonio felice ma privo di figli.
Ambrose Dudley soffrì per decenni dagli effetti di un infortunio alla gamba subito in servizio militare nel 1563. Alla fine di gennaio 1590 la sua gamba fu amputata, di conseguenza della quale morì a Bedford House a Strand, il 21 febbraio.

## Vedovanza
Da suo marito Anne ereditò debiti per l'importo di circa £ 7000. Ha mantenuto la casa a Northaw come sua residenza principale per il resto della sua vita. Nel 1602 ha venduto un cottage a Stratford-upon-Avon a William Shakespeare. Alla contessa furono dedicati circa 20 libri. Era anche una mecenate del poeta Edmund Spenser nel 1590.
Anne si ritirò nell'Hertfordshire, nell'autunno del 1603, dove morì circondata dalla sua famiglia il 9 febbraio 1604. Secondo la sua volontà fu sepolta con i suoi antenati a Chenies, nel Buckinghamshire.
| Controllo di autorità | VIAF (EN) 88545385 · LCCN (EN) no2009080678 |